# Đỗ nhược Nhật Bản
Đỗ nhược Nhật Bản (danh pháp khoa học: Pollia japonica) là một loài thực vật có hoa trong họ Commelinaceae. Loài này được Thunb. miêu tả khoa học đầu tiên năm 1781.